# 사라부리주
사라부리주(태국어: สระบุรี)는 태국 중부에 있는 주(창왓)의 하나이다. 이웃한 주는 북쪽부터 시계 방향으로 롭부리 주, 나콘랏차시마 주, 나콘나욕 주, 빠툼타니 주, 아유타야 주이다.

## 지리
사라부리는 짜오프라야강 계곡의 동안에 위치한다. 주의 동부는 높은 고지인 반면에 서부는 대개 낮은 평야이다. 태국 북동부의 관문으로, 방콕에서 108km 밖에 안 떨어져있다.

## 역사
사라부리는 고대 이래로 중요한 도시였다. 도시는 아유타야 왕국의 마하차끄라팟 왕의 치세 때인 1549년경에 세워진 것으로 추정된다. 왕은 전쟁 때 시민들을 동원할 중심지를 만들 목적으로 롭부리와 나콘나욕의 일부를 합쳐서 사라부리 주를 설치했던 것으로 추정된다. 이러한 이유로 아유타야 시대부터 사라부리의 이야기는 대개 전쟁과 관련이 있다. '사라부리'라는 이름의 기원은 도시가 븡농응옹으로 불리는 늪 근처에 위치했기 때문이다. 태국어로 사라는 '늪'을, 부리는 도시를 의미한다.

## 행정 구역
사라부리에는 6개의 암프(군)와 더 세부 행정구역인 50개의 땀본 그리고 396개의 무반 (행정 구역)이 있다.
| 1. 므앙사라부리군 2. 깽코이군 3. 농캐군 4. 위한댕군 5. 농생군 6. 반모군 7. 돈풋군 | 1. 농돈군 2. 푸타밧군 3. 새오하이군 4. 므악렉군 5. 왕무앙군 6. 찰름프라끼앗군 |